# Amazona tresmariae
Espèce
Amazona tresmariae est une espèce d'oiseaux appartenant à la famille  des Psittacidae.

## Taxinomie
Cette espèce est séparée de l'Amazone à tête jaune par le Congrès ornithologique international, suivant en cela les travaux de Eberhard & Bermingham (2004).
D'après le Congrès ornithologique international, c'est une espèce monotypique.